# Davit Imedasvili
Davit Imedasvili (grúz írással: დავით იმედაშვილი ;1984. december 15. –) grúz válogatott labdarúgó.

## Sikerei, díjai
FK Dinamo Kijiv
- Ukrán labdarúgó-bajnokság bajnok: 2006-07

FK Ventspils
- Lett labdarúgó-bajnokság bajnok: 2007

## Mérkőzései a grúz válogatottban
| #  | Dátum               | Ellenfél | Eredmény | Kiírás       | Esemény |
| -- | ------------------- | -------- | -------- | ------------ | ------- |
| 1. | 2006. szeptember 6. | Ukrajna  | 2 – 3    | Eb-selejtező | 35'     |